# Mistrzostwa Świata w Lekkoatletyce 1983 – skok w dal mężczyzn

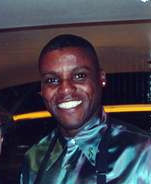
Mistrz świata Carl Lewis

Skok w dal mężczyzn – jedna z konkurencji technicznych rozgrywanych podczas lekkoatletycznych mistrzostw świata w 1983 na Stadionie Olimpijskim w Helsinkach.

## Terminarz
| Data        |              |
| ----------- | ------------ |
| 9 sierpnia  | Kwalifikacje |
| 10 sierpnia | Finał        |

## Rekordy
|               | Zawodnik   | Wynik | Miejsce | Data                      |
| ------------- | ---------- | ----- | ------- | ------------------------- |
| Rekord świata | Bob Beamon | 8,90  | Meksyk  | 10 października 1968(dts) |

## Wyniki

### Kwalifikacje
Zawodnicy startowali w dwóch grupach. Minimum kwalifikacyjne wynosiło 7,90 m. Do finału awansowali skoczkowie, którzy uzyskali minimum (Q) lub 12 skoczków z najlepszymi wynikami (q).
| Pozycja | Grupa | Zawodnik                   | Państwo           | #1     | #2     | #3     | Wynik  | Uwagi |
| ------- | ----- | -------------------------- | ----------------- | ------ | ------ | ------ | ------ | ----- |
| 1       | B     | Carl Lewis                 | Stany Zjednoczone | 8,37   | –      | –      | 8,37   | Q     |
| 2       | A     | Jason Grimes               | Stany Zjednoczone | 8,29 w | –      | –      | 8,29 w | Q     |
| 3       | A     | Gary Honey                 | Australia         | x      | 8,12   | –      | 8,12   | Q     |
| 4       | B     | Yusuf Alli                 | Nigeria           | 8,11   | –      | –      | 8,11   | Q     |
| 5       | A     | Antonio Corgos             | Hiszpania         | 7,32   | x      | 8,05   | 8,05   | Q     |
| 6       | A     | Oganes Stepanian           | ZSRR              | 7,82   | 7,88   | 8,01   | 8,01   | Q     |
| 7       | B     | László Szalma              | Węgry             | 7,97 w | –      | –      | 7,97 w | Q     |
| 8       | A     | Atanas Atanasow            | Bułgaria          | 7,96   | –      | –      | 7,96   | Q     |
| 9       | B     | Gheorghe Cojocaru          | Rumunia           | 7,92   | –      | –      | 7,92   | Q     |
| 10      | A     | Mike Conley                | Stany Zjednoczone | 7,88   | 7,89   | 7,90   | 7,90   | Q     |
| 10      | B     | Jan Leitner                | Czechosłowacja    | 7,90 w | –      | –      | 7,90 w | Q     |
| 12      | A     | Lee Mu-tsai                | Chińskie Tajpej   | 7,44   | 7,52   | 7,88 w | 7,88 w | q     |
| 13      | A     | Nenad Stekić               | Jugosławia        | 7,88   | 7,88   | 7,64   | 7,88   | q     |
| 14      | B     | Siergiej Rodin             | ZSRR              | 6,95   | x      | 7,87   | 7,87   |       |
| 15      | A     | Lester Benjamin            | Antigua i Barbuda | 7,81   | 7,78   | 7,41   | 7,81   |       |
| 16      | B     | Liu Yuhuang                | Chiny             | x      | x      | 7,77 w | 7,77 w |       |
| 17      | A     | Stephen Walsh              | Nowa Zelandia     | x      | x      | 7,75 w | 7,75 w |       |
| 18      | A     | Giovanni Evangelisti       | Włochy            | x      | 7,70 w | x      | 7,70 w |       |
| 18      | A     | Gyula Pálóczi              | Węgry             | 7,42   | 7,70 w | 7,40   | 7,70 w |       |
| 20      | B     | Joey Wells                 | Bahamy            | 6,44   | 7,69 w | x      | 7,69 w |       |
| 21      | B     | René Gloor                 | Szwajcaria        | x      | 7,68   | x      | 7,68   |       |
| 22      | B     | Jarmo Karna                | Finlandia         | 7,56   | 7,54   | x      | 7,56   |       |
| 23      | B     | Marco Piochi               | Włochy            | 7,29   | 7,42   | 7,52   | 7,52   |       |
| 24      | B     | Björn Johansson            | Szwecja           | 5,78   | 7,51   | 6,96   | 7,51   |       |
| 25      | B     | Wilfredo Almonte           | Dominikana        | 7,38   | x      | 7,29   | 7,38   |       |
| 26      | A     | Chan Ka-chiu               | Hongkong          | x      | x      | 7,31   | 7,31   |       |
| 27      | A     | Bilanday Bodjona           | Togo              | 7,15   | 6,91   | 6,82   | 7,15   |       |
| 28      | B     | Adnan Abou Laoui           | Jordania          | x      | 7,06   | 7,12 w | 7,12 w |       |
| 29      | B     | Mohamed Abdulla Abdelaslam | Libia             | x      | '6,76  | 6,54   | 6,76   |       |
| 30      | B     | Said Al-Marhubi            | Oman              | x      | 6,20   | 6,50   | 6,20   |       |
| –       | B     | Atanas Czoczew             | Bułgaria          | x      | x      | x      | NM     |       |
| –       | A     | Steve Hanna                | Bahamy            |        |        |        | DNS    |       |
| –       | A     | Ian James                  | Kanada            |        |        |        | DNS    |       |
| –       | A     | Vlastimil Mařinec          | Czechosłowacja    |        |        |        | DNS    |       |

### Finał
| Poz. | Zawodnik          | Państwo           | #1     | #2     | #3   | #4   | #5   | #6   | Wynik  |
| ---- | ----------------- | ----------------- | ------ | ------ | ---- | ---- | ---- | ---- | ------ |
| 01 ! | Carl Lewis        | Stany Zjednoczone | 8,55   | –      | 8,42 | –    | –    | –    | 8,55   |
| 02 ! | Jason Grimes      | Stany Zjednoczone | 8,29   | x      | 8,23 | 8,29 | x    | 8,17 | 8,29   |
| 03 ! | Mike Conley       | Stany Zjednoczone | x      | 8,06   | x    | 8,12 | 8,12 | x    | 8,12   |
| 4.   | László Szalma     | Węgry             | x      | 7,93   | x    | 8,09 | 8,08 | 8,12 | 8,12   |
| 5.   | Nenad Stekić      | Jugosławia        | 7,84 w | 5,54 w | 7,94 | 5,99 | 7,76 | 8,09 | 8,09   |
| 6.   | Gary Honey        | Australia         | 7,86 w | 7,93   | 8,06 | x    | 7,94 | 7,96 | 8,06   |
| 7.   | Antonio Corgos    | Hiszpania         | 7,94 w | 7,79   | 7,92 | 7,71 | 8,06 | x    | 8,06   |
| 8.   | Yusuf Alli        | Nigeria           | 7,89   | x      | 7,89 | 7,85 | 7,89 | 7,74 | 7,89   |
| 9.   | Gheorghe Cojocaru | Rumunia           | 7,81 w | 7,88 w | 7,70 |      |      |      | 7,88 w |
| 10.  | Jan Leitner       | Czechosłowacja    | 7,64   | 7,84 w | 7,80 |      |      |      | 7,84 w |
| 11.  | Oganes Stepanian  | ZSRR              | 7,74   | x      | 7,59 |      |      |      | 7,74   |
| 12.  | Atanas Atanasow   | Bułgaria          | 7,52   | 7,69 w | 7,54 |      |      |      | 7,69 w |
| 13.  | Lee Mu-tsai       | Chińskie Tajpej   | 7,57   | 6,89   | 7,09 |      |      |      | 7,57   |